# Шетіргізький сільський округ
Шетіргі́зький сільський округ (каз. Шетырқыз ауылдық округі, рос. Шетиргизский сельский округ) — адміністративна одиниця у складі Шалкарського району Актюбінської області Казахстану. Адміністративний центр — село Каратогай.
Населення — 648 осіб (2021; 804 у 2009, 997 у 1999, 1803 у 1989).
Станом на 1989 рік існувала Шетіргізька сільська рада (села Каратогай, Тумаликоль, Шетіргіз). Село Шетіргіз було ліквідовано згідно з рішенням Актюбінського обласного масліхату від 11 грудня 2013 року № 173 та постановою Актюбінського обласного акімату від 11 грудня 2013 року № 396.

## Склад
До складу округу входять такі населені пункти:
| Населений пункт  | Населення, осіб (1989) | Населення, осіб (1999) | Населення, осіб (2009) | Населення, осіб (2021) |
| ---------------- | ---------------------- | ---------------------- | ---------------------- | ---------------------- |
| Каратогай, село  | 999                    | 536                    | 443                    | 462                    |
| Тумаликоль, село | 489                    | 344                    | 292                    | 186                    |
| --Шетіргіз, село | 315                    | 117                    | 69                     | -                      |